# Shamantrika

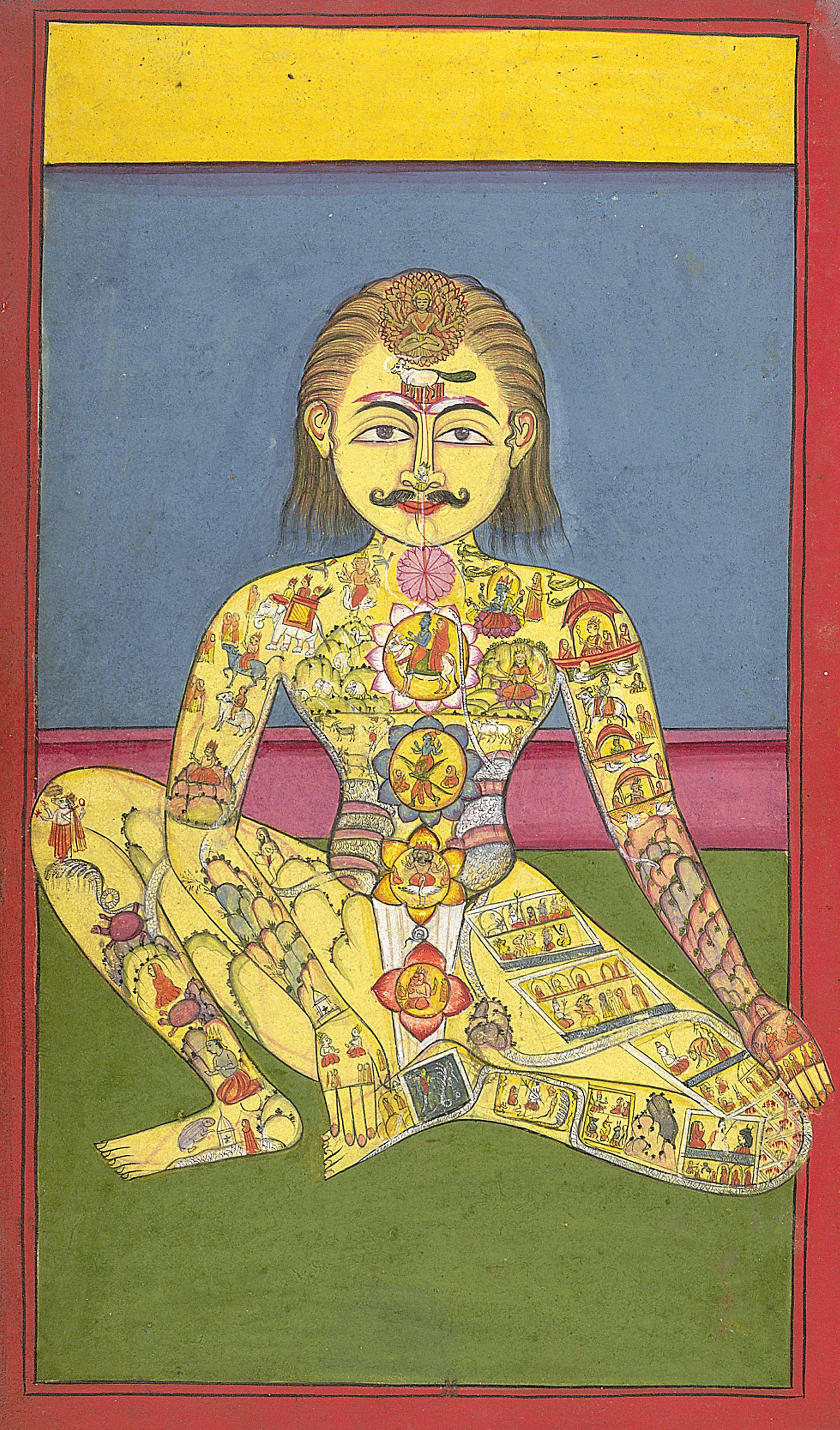
Oude Tibetaanse kaart met de 7 Chakra's en de belangrijkste marmapunten.

Shamantrika (Shamantrika-punt) is een marmapunt gelegen op in de hals. Marmapunten worden in oosterse filosofieën gebruikt bij massage, yoga, reflexologie en reiki. Men gelooft dat een marmapunt op een nadi ligt en zo een uitwerking kan hebben op een bepaald lichaamsdeel, proces of emotie
Shamantrika is onder aan de hals gelegen, in de hoek van de halsslagader en het sleutelbeen. Dit punt heeft invloed op de slagaders in het lichaam (aorta), arteriën en de venen.

## Overige marmapunten
Naar schatting zijn er 62.000 marmapunten in het lichaam. De belangrijkste 52 zijn: